# Ecliptica (álbum)
Ecliptica es el álbum debut de la banda finlandesa de power metal, Sonata Arctica. Fue lanzado el 9 de septiembre de 1999. Las canciones fueron compuestas por Tony Kakko, y el sencillo «UnOpened» fue promocionado para este álbum. Es el único álbum con el bajista Janne Kivilahti.

## Temas
1. «Blank File» (4:05)
2. «My Land» (4:36)
3. «8th Commandment» (3:41)
4. «Replica» (4:55)
5. «Kingdom For A Heart» (3:51)
6. «FullMoon» (5:06)
7. «Letter To Dana» (6:00)
8. «UnOpened» (3:42)
9. «Picturing The Past» (3:36)
10. «Destruction Preventer» (7:40)
11. «Mary-Lou» (4:30) (pista adicional)

## Componentes
- Tony Kakko – vocalista, teclado
- Jani Liimatainen – guitarra
- Janne Kivilahti – bajo
- Tommy Portimo – batería